# Tramlijn 2 (Antwerpen)
De Antwerpse premetro-tramlijn 2 verbindt Hoboken (Zwaantjes) met Merksem (Keizershoek).

## Traject
via De Bruynlaan - VIIe Olympiadelaan - Jan Van Rijswijcklaan - Koning Albertpark - Harmonie - Belgiëlei - premetrotak Zuid (stations Plantin, Diamant) - premetrotak Noord (stations Astrid, Elisabeth, Handel, Schijnpoort, Sport) - Burgemeester Gabriël Theunisbrug - Minister Delbekelaan - Bredabaan (Merksem).

## Geschiedenis
Tram 2 is een van de oudste tramlijnen van Antwerpen. De lijn werd als paardentram in gebruik genomen in 1875. Vroeger reed hij op het traject Suikerrui - Vlasmarkt - Groenplaats - Centraal Station - Harmonie - Hoboken (bovengronds). In 1963 werd de Groenplaats het beginpunt. Vanaf 31 maart 1972 ging tramlijn 2 tijdelijk langs de Melkmarkt rijden. Hiervoor werd de rijrichting in de Sint-Jacobsmarkt, Kipdorp, Wolstraat, Melkmarkt, Korte en Lange Nieuwstraat omgewisseld. In 1975 werd het eerste stuk premetrolijn ingehuldigd tussen Groenplaats en Opera. In 1980 werd het vervolg (tussen Opera en Plantin) ingehuldigd en in 1990 werd deze lijn verlengd tot Linkeroever. 
In het kader van de nethervorming in 2012 rijdt tramlijn 2 vanaf 1 september 2012 van Hoboken naar Merksem, ter versterking van tram 3, en niet meer langs de Groenplaats naar de Linkeroever.
Op de nieuwjaarsnacht van 31 december 2012 op 1 januari 2013 reed er enkel die nacht elk halfuur een feesttram 27 het traject van tramlijn 2 van Hoboken naar de halte Harmonie en dan vanaf de Harmonie verder het traject van tramlijn 7 naar de Groenplaats.
In de nacht van 31 december 2013 op 1 januari 2014 reed er een speciale feesttram die als proefproject ter ere van nieuwjaar heel de nacht lang van Hoboken tot de premetro het traject van tramlijn 2 volgde en van de premetro tot Metropolis het traject van tramlijn 6 volgde en dit om het half uur vanaf 0 uur (einde dagdienst) tot 5 uur 's morgens (begin dagdienst). Er werd beslist dit in de nacht van 31 december 2015 op 1 januari 2016 als Feesttram 26 te herhalen. In de nacht van 31 december 2016 op 1 januari 2017 werd dit herhaald maar als keerlus het tramdepot PaL omdat de keerlus van Kinepolis, voorheen Metropolis was opgebroken en tevens werd deze nieuwjaarsnachttram in de nacht van 31 december 2017 op 1 januari 2018 herhaald maar nu tot de eindhalte P+R Luchtbal van tramlijn 6. Wegens maatregelen inzake de coronapandemie reed de nieuwjaarsnachttram niet in de nacht van 31 december 2020 op 1 januari 2021 en reed die ook in de nacht van 31 december 2021 op 1 januari 2022 niet. Er was een aanbod tot halfeen 's nachts.
Van maandag 6 augustus 2018 tot 2 november 2019 werd tramlijn 2 wegens werken aan de Kioskplaats in Hoboken ingekort tot de Zwaantjes.
In 2015 vervoerde deze tramlijn 10.724.934 passagiers
Tijdens de verhogingswerken aan de Burgemeester Gabriël Theunisbrug bleef over deze brug tussen Merksem en het Sportpaleis uitgezonderd enkele weekeinden tramverkeer mogelijk. De bouw van de nieuwe brug werd gestart in april 2019 en is in het voorjaar van 2021 afgerond.
Sinds maandag 13 juni 2022 wordt tramlijn 2 weer voor onbepaalde tijd, nu in verband met slecht liggende sporen op de Antwerpsesteenweg in Hoboken, ingekort tot de halte Zwaantjes. Sinds zaterdag 1 juli 2023 wordt ook tramlijn 4 in Hoboken ingekort tot de Zwaantjes. Er rijdt een pendelbus tussen de Zwaantjes en Lelieplaats in Hoboken.

## Toekomst

### Plan 2021
Volgens plan 2021 zou vanaf eind 2021 het traject tussen de Lelieplaats Hoboken en de Zwaantjes enkel nog door tramlijn M4 worden gereden. Tramlijn M2 zou daarentegen het traject van de huidige tramlijn 10 overnemen tussen P+R Schoonselhof en de Zwaantjes. Vanaf daar tot Schijnpoort zou door de M2 het huidige traject van tramlijn 2 worden gereden. Vanaf Schijnpoort tot Gasthuishoeve zou door de lijnen M3 en T6 gereden en vandaar naar Merksem wordt dan enkel nog door tramlijn M3 gereden. Vanaf Schijnpoort tot de halte Frans Van Dijck volgt tramlijn M2 het traject van de huidige tramlijn 5 en rijdt vanaf de laatst genoemde halte verder de Ruggeveldlaan af tot aan de halte Parkweg waar ze na een buffertijd verder rijdt als lijn M9 om zodoende een noord-zuidlijn M2-M9 in Deurne te creëren (Zie ook Nethervorming basisbereikbaarheid). Er werd besloten om dit plan uit te stellen omdat er eerst voldoende nieuwe trams moeten zijn voor dit plan wordt uitgevoerd.

## Materieel
Op deze lijn rijden hoofdzakelijk HermeLijnen en 5-delige Albatrossen soms aangevuld met Gekoppelde PCC2.

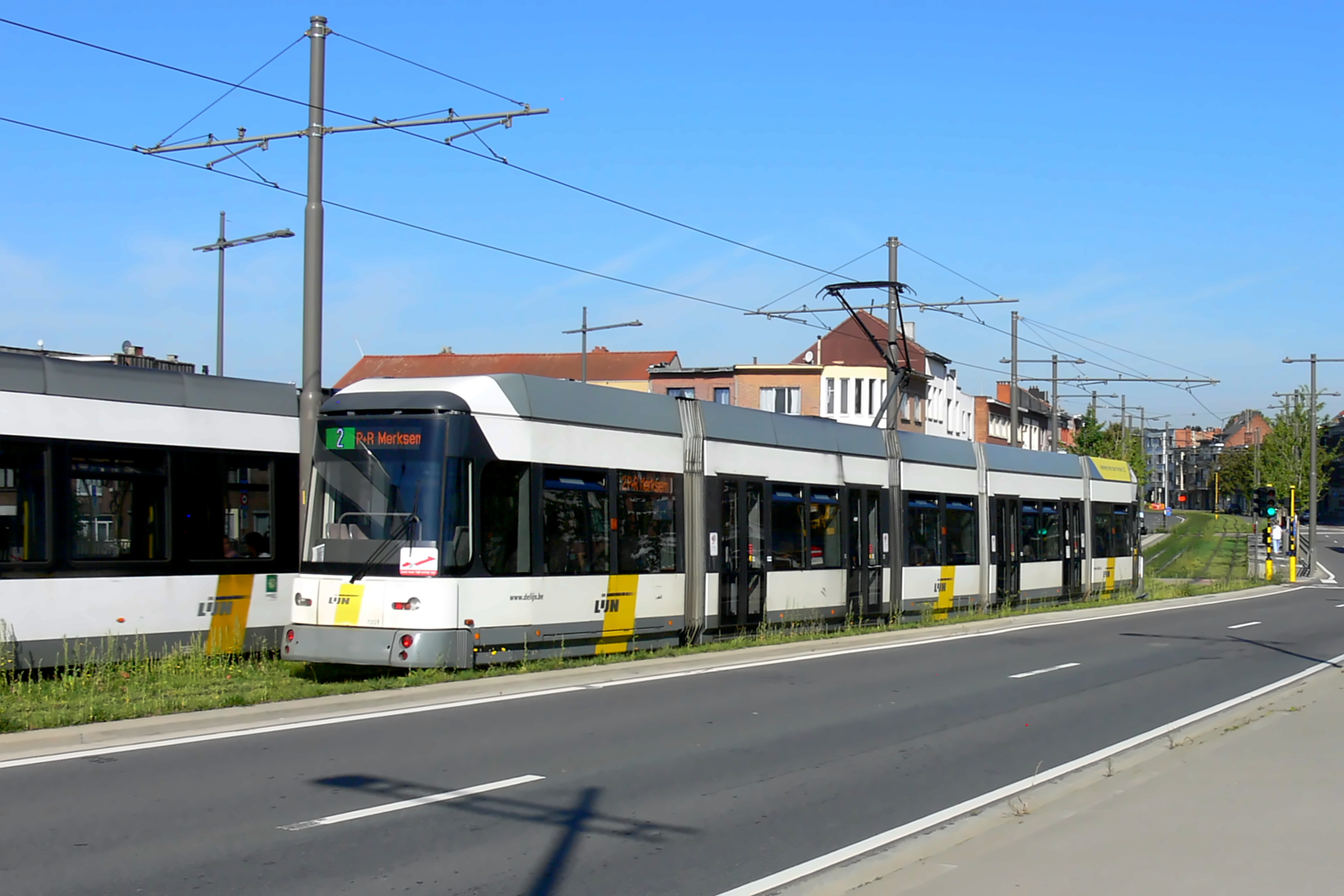
Hermelijn nr 7201 op lijn 2 Hoboken - P+R Merksem, bij het afrijden van de Burgemeester Gabriël Theunisbrug;

## Kleur
De kenkleur op het koersbord van deze lijn is een wit cijfer met het getal 2 op een donkergroene achtergrond: . De komende lijn M2 krijgt een zwarte tekst op een gele achtergrond: M2